# Robin Hendrix
Robin Hendrix (Kapelle-op-den-Bos, 14 de enero de 1995) es un deportista belga que compite en atletismo, especialista en las carreras de fondo y de campo a través. Ganó una medalla de bronce en el Campeonato Europeo de Campo a Través de 2023, en la prueba individual.

## Palmarés internacional
| \| Campeonato Europeo \| Campeonato Europeo \| Campeonato Europeo \| Campeonato Europeo \| \| Año \| Lugar \| Medalla \| Prueba \| \| ------------------ \| ------------------ \| ------------------ \| ------------------ \| \| 2023 \| Bruselas (Bélgica) \| Medalla de bronce \| Individual \| |                    |                   |            |
| Campeonato Europeo |                    |                   |            |
| Año | Lugar              | Medalla           | Prueba     |
| 2023 | Bruselas (Bélgica) | Medalla de bronce | Individual |